# Jacob Achilles Mähly

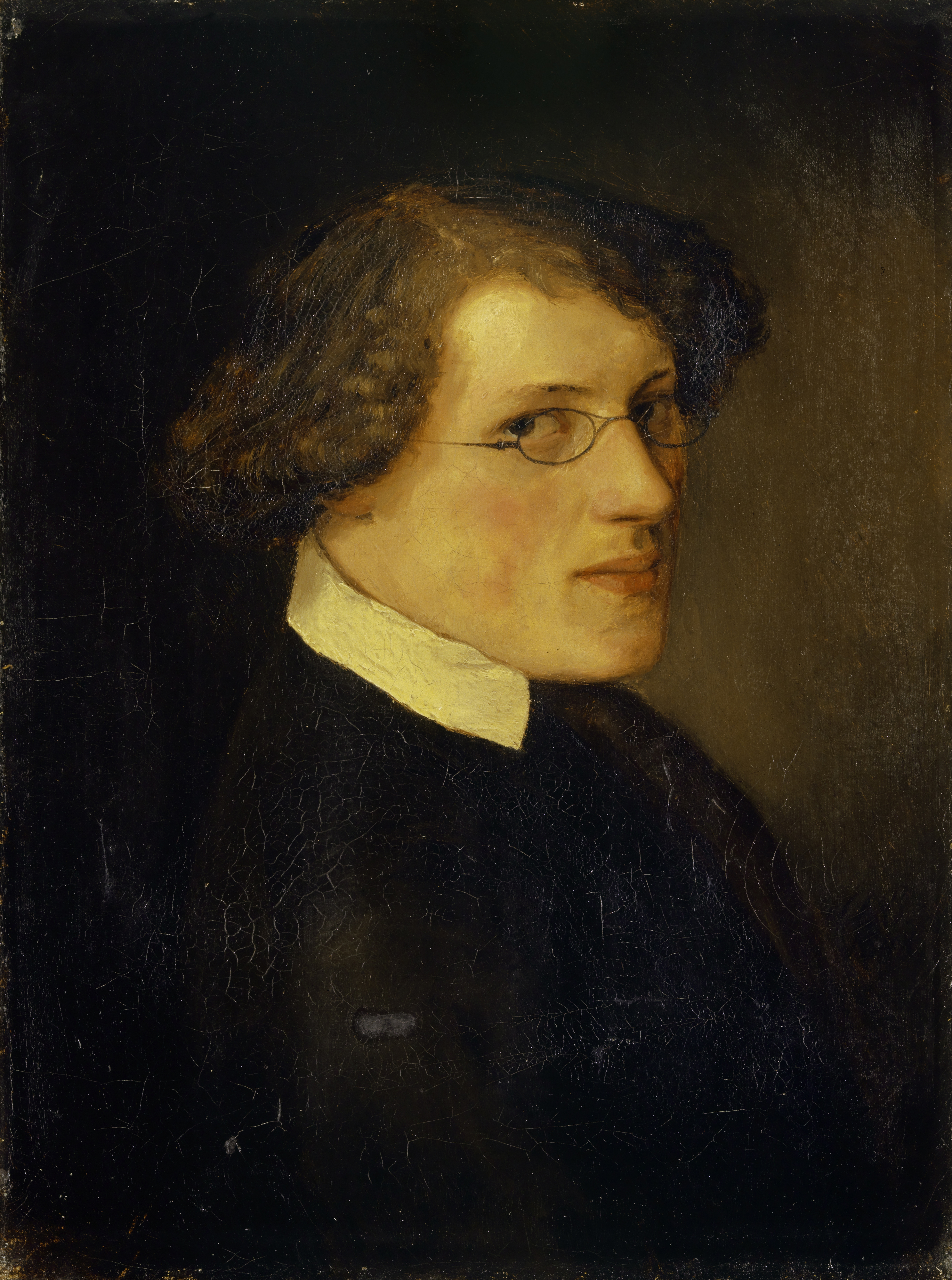
Arnold Böcklin: Bildnis Jakob Mähly als Student, 1848 (Kunstmuseum Basel)

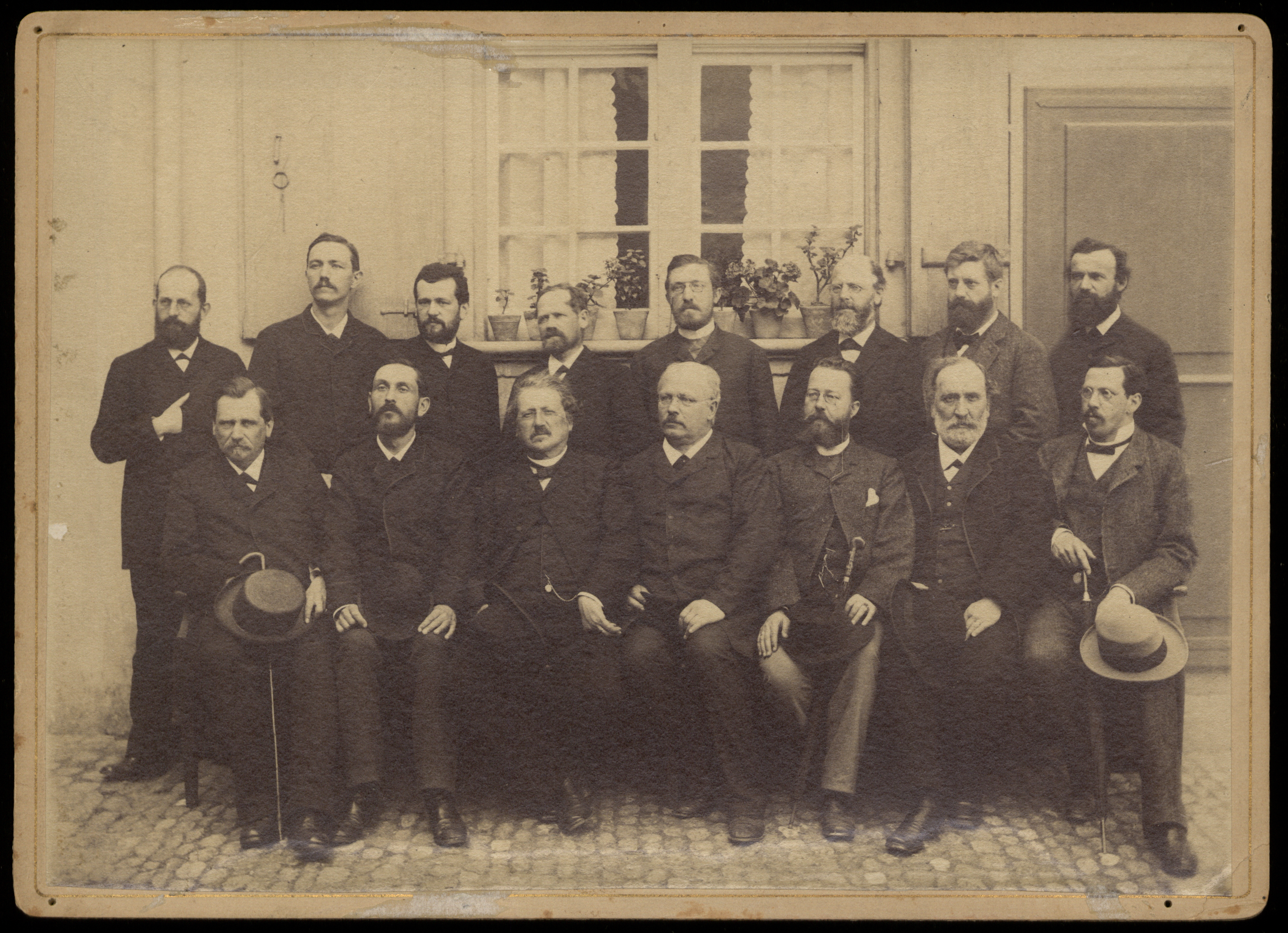
Gruppenbild (Fotografie um 1889), Lehrer des Oberen Gymnasiums Basel, von links nach rechts, oben: Achilles Burckhardt, Fritz Tschopp, Albert Burckhardt, Rudolf Stähelin, Rudolf Kögel, Theophil Burckhardt-Biedermann, Emanuel Probst, Hans Theodor Plüss; unten: Johann Jakob Oeri, Carl Grob, Jacob Achilles Mähly, Rektor Fritz Burckhardt, Gustav Soldan, Felix Bertholet, Albert Riggenbach

Jacob Achilles Mähly (* 24. Dezember 1828 in Basel; † 18. Juni 1902 ebenda) war ein Schweizer Altphilologe.

## Leben
Mähly wuchs als Sohn eines Küfermeisters in Basel auf, er besuchte das Humanistische Gymnasium, 1845 gründete er die Paedagogia Basiliensis, die älteste Mittelschulverbindung der Schweiz. Das Studium der Altphilologie in Basel, Göttingen und Berlin schloss er 1850 mit dem Doktorat ab, darauf unterrichtete er an verschiedenen Mittelschulen. Ab 1853 war Mähly Privatdozent und ab 1864 ausserordentlicher Professor an der Universität Basel, wo er neben Friedrich Nietzsche dozierte. 1875 wurde ihm das Ordinariat für lateinische Philologie an der Universität Basel übertragen. Als Wissenschafter und Dozent galt er als unsystematisch und oberflächlich, «vor lauter Geist kam die Solidität zu kurz». Ein Kehlkopfleiden, welches ihn beim Sprechen immer mehr behinderte, zwang ihn 1890 dazu, Professur und Unterricht aufzugeben. In den folgenden Jahren versuchte er noch, sein karges Ruhegehalt durch eine ausufernde publizistische Tätigkeit aufzubessern.
Mähly war glänzend und vielseitig begabt, er las und sprach Latein und Griechisch fliessend und war ein beliebter Redner und Gesellschafter. Er dichtete in hochdeutscher Sprache und Dialekt – unter anderem die wohl ersten Sonette im Basler Dialekt – und hat viel über historische und literarische Themen geschrieben. Während die meisten seiner Werke eher populärer Natur sind und es ihm den eigenen Dichtungen gegenüber an Selbstkritik fehlte, hat er sich «dem Schrifttum seines Zeitalters gegenüber durch Scharfsinn, Weitblick und Urteil ausgezeichnet».
In Meyers Klassiker-Ausgaben erschien die von ihm verfasste Geschichte der antiken Litteratur. Zur Literatur des Altertums erschienen die von ihm verfassten Werke: Antologie griechischer und römischer Lyriker und Euripides – Ausgewählte Dramen.